# Steyr
Steyr er en by i det nordlige Østrig, med et indbyggertal (pr. 2009) på cirka 39.000. Byen ligger i delstaten Oberösterreich, ved bredden af floden Enns.
Steyr blev grundlagt i år 980, og var tidligere hjemby for den kendte våbenfabrik Steyr-Daimler-Puch.
48°02′N 14°25′Ø / 48.033°N 14.417°Ø
- Wikimedia Commons har flere filer relateret til Steyr